# تومي سبرات
تومي سبرات (بالإنجليزية: Tommy Spratt)‏ هو لاعب كرة قدم بريطاني في مركز الوسط، ولد في 20 ديسمبر 1941 في Cambois ‏ في المملكة المتحدة. شارك مع منتخب إنجلترا تحت 18 سنة لكرة القدم. أما مع النوادي، فقد لعب مع ستوكبورت كونتي ومانشستر يونايتد ونادي برادفورد بارك أفنيو ونادي توركي يونايتد ونادي ووركينغتون ونادي ويموث ونادي يورك سيتي ونورثويتش فيكتوريا.